# Aimé Blavier
Pour les articles homonymes, voir Blavier.
Aimé-Étienne Blavier est un ingénieur et homme politique français né le 21 août 1827 à Montjean (Maine-et-Loire) et décédé le 23 octobre 1896 à La Jumelière (Maine-et-Loire), maire d'Angers de 1874 à 1876 et sénateur de 1885 à 1896.

## Biographie
Ancien élève de l'École polytechnique, ingénieur à la Compagnie des chemins de fer de l'Ouest, censeur de la Caisse d'épargne, il s'intéressa à l'industrie ardoisière.
Gendre d'un maire d'Angers, Aimé Blavier est aussi membre du comité royaliste. Ne cachant pas ces convictions, il est copropriétaire du quotidien conservateur le Journal de Maine-et-Loire, dont il sera le président de son conseil d'administration à sa mort.
Il est le petit-fils de Jean Blavier.

## Sources
1. ↑  Jean-Louis Kerouanton, « Blavier (1827-1896), ingénieur des Mines et président de la Commission des Ardoisières d'Angers », sur Persée, 1997 (consulté le 31 juillet 2025)

- « Aimé Blavier », dans Adolphe Robert et Gaston Cougny, Dictionnaire des parlementaires français, Edgar Bourloton, 1889-1891 [détail de l’édition]
- « Aimé Blavier », dans le Dictionnaire des parlementaires français (1889-1940), sous la direction de Jean Jolly, PUF, 1960 [détail de l’édition]